# Craig Rousseau
Craig Rousseau (* 26. April 1971) ist ein US-amerikanischer Comiczeichner.

## Leben und Arbeit
Rousseau begann Mitte der 1990er Jahre als hauptberuflicher Comiczeichner zu arbeiten, nachdem er 1993 den Titel eines Bachelor of Fine Arts (BFA) für Graphic Design und Illustration an der University of Massachusetts Dartmouth und 1994 einen BFA für Malerei an derselben Universität erworben hatte. Seither hat Rousseau als Zeichner für die amerikanischen Verlage DC-Comics und Marvel Comics sowie für den Disney-Konzern gearbeitet.
Für DC produzierte Rousseau Zeichnungen für die Serien Batman Beyond (#1–6, 8–12, 15–20, 23, 24), Gotham Adventures (#14, 16, 18, 42), Harley Quinn (#23–25, sowie #6 und 16 teilweise), Impulse (#21–22, 26–40, 42–49; 1,000,000, Annual #2) und JLA Adventures (#2). Darüber hinaus zeichnete er die Comicadaption des Films Batman Beyond: Return of the Joker und gestaltete Beiträge für die Sonderhefte Flash - 80 Page Giant, Adventure Comics - 80 Page Giant und DC Holiday Bash #3 sowie für mehrere Hefte der Reihe Secret Files und gestaltete eine Backup-Story für Detective Comics #782.
Für Marvel zeichnete er einige Hefte der Reihe Creative Servies und für Disney gestaltete er Hefte über Kim Possible, Weired Al und Britney Spears. Hinzu kamen Arbeiten an den von Wildstorm publizierten Independent-Projekten Ruule: Kiss and Tell, Tales of Tellos und The Perhapanatus, von denen Rousseau das zuletzt genannte als Partner von Autor Todd DeZago mit-entwickelte.